# اچ‌ام‌اس برکون (ام۲۹)
اچ‌ام‌اس برکون (ام۲۹) (به انگلیسی: HMS Brecon (M29)) یک کشتی است که طول آن 60 m می‌باشد. این کشتی در سال ۱۹۷۸ ساخته شد.